# Jack Off Jill
I Jack Off Jill sono un gruppo musicale alternative rock statunitense, originario della Florida e attivo dal 1992 al 2000, riunitosi poi per un concerto occasionale nel 2015.

## Formazione
Lineup originale
- Jessicka (Jessicka Addams) – voce (1992-2000, 2015)
- Agent Moulder (Robin Moulder) – basso, piano, tastiere (1992-2000)
- Tenni Ah-Cha-Cha (Tenni Arslanyan) – batteria (1992-1996, 2015)
- Michelle Inhell (Michelle Oliver) – chitarra (1992-1996, 2015)

Altri componenti
- Lauracet Simpson (Laura Simpson) – batteria (1996-1997)
- Ho Ho Spade (Jeff Tucci) – chitarra (1996-1997)
- SMP (Daisy Berkowitz/Scott Putesky) – chitarra (1997-1998)
- Claudia (Claudia Rossi) – batteria (1997-1999)
- Clint Walsh – chitarra (1999-2000)

## Discografia
Album
- 1997 - Sexless Demons and Scars
- 2000 - Clear Hearts Grey Flowers

Raccolte
- 2006 - Humid Teenage Mediocrity 1992-1996